# 堂区山

堂区山区在赫尔辛基的位置

堂区山（芬蘭語：Pitäjänmäki），是芬兰首都赫尔辛基西北部的市区，与埃斯波接壤。居民数量为17,406人（2014年），有25,548个工作岗位（2012年）。
该区内有一些IT及机械制造公司，除此之外，该区内也有住宅区。

## 图集

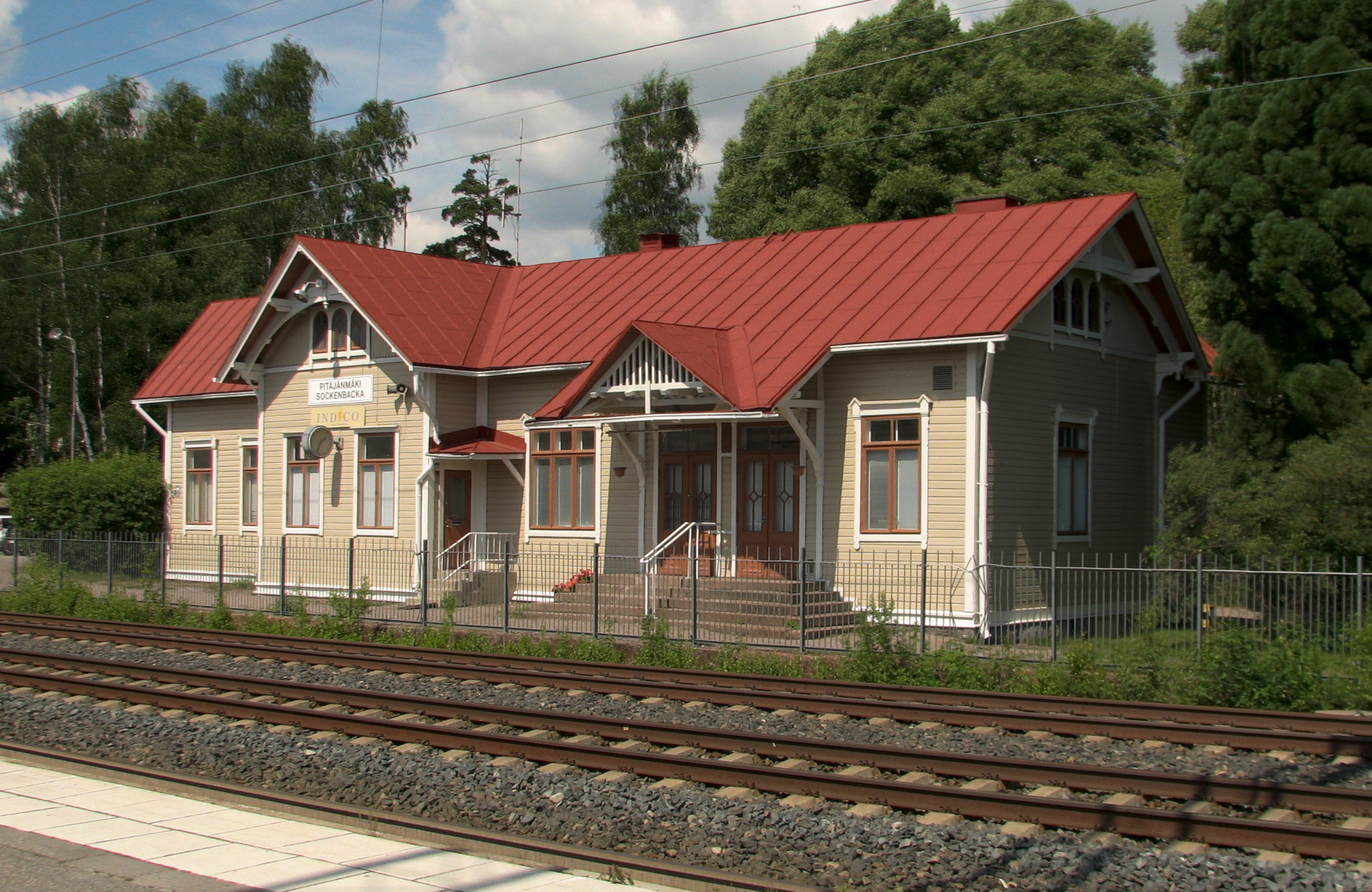
堂区山火车站的原站房
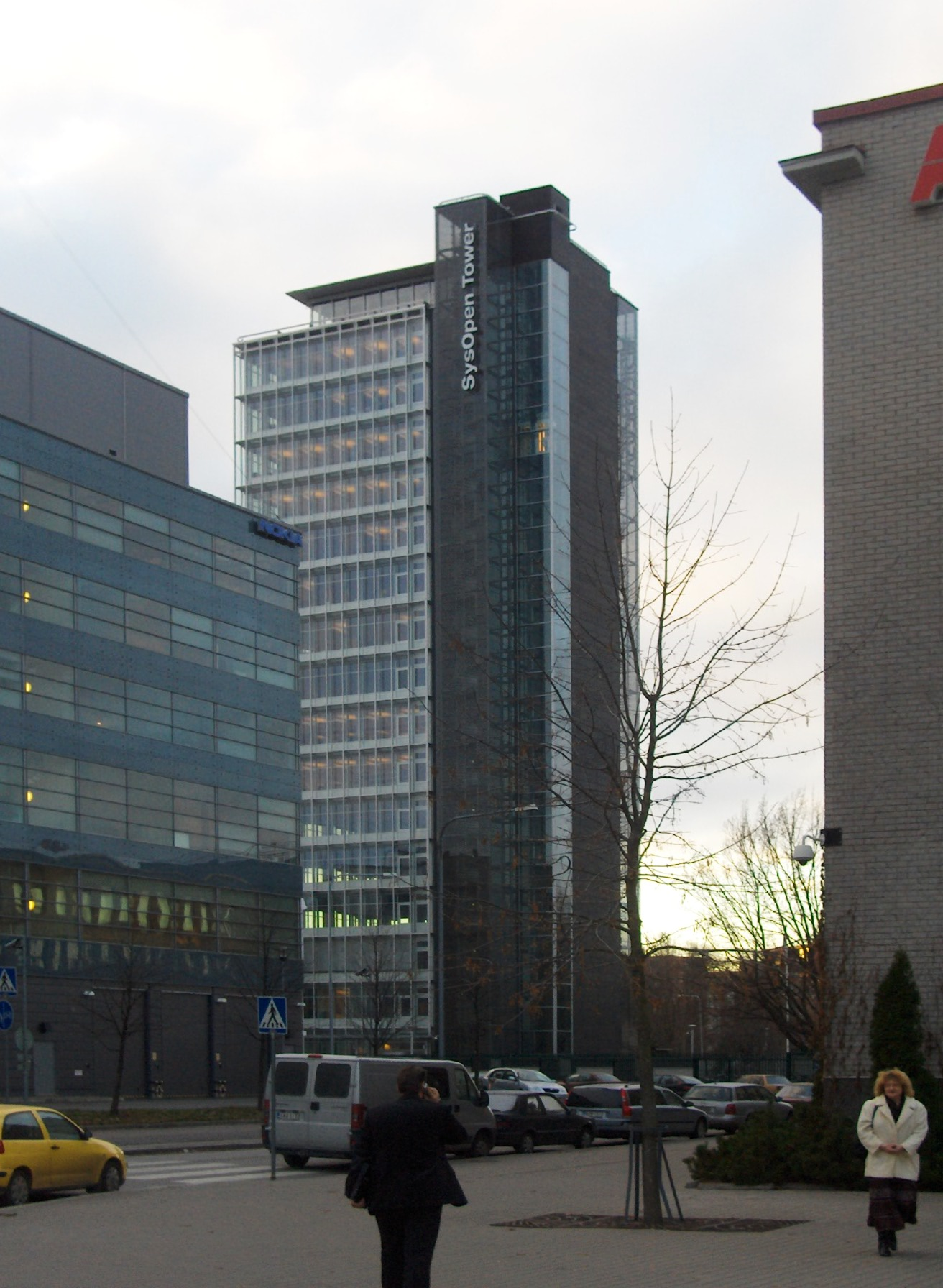
堂区山塔办公楼
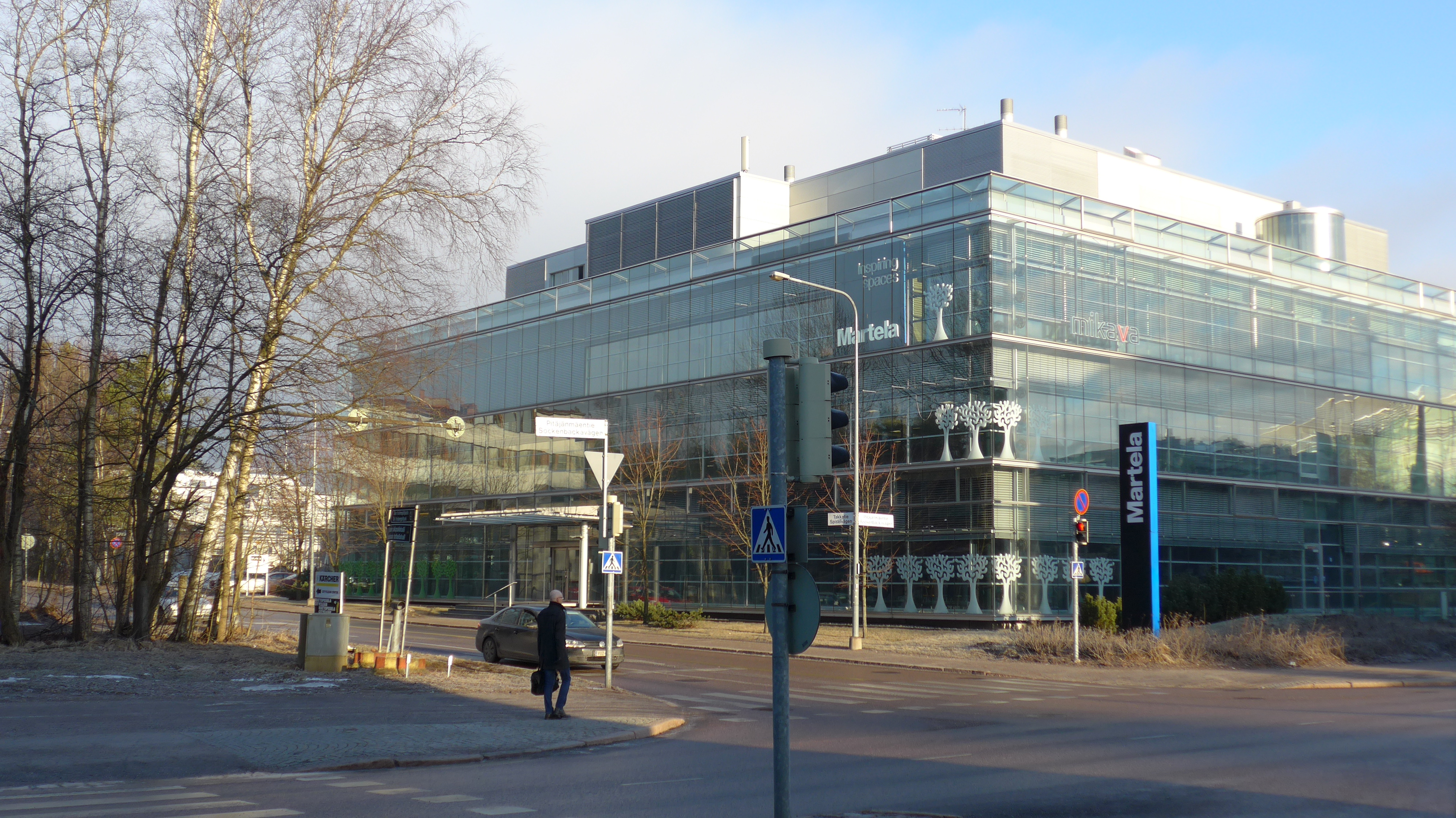
马泰拉公司（芬蘭語：Martela）的办公楼